# 林正 (成化進士)
林正（1436年—1476年），字克全，福建興化府莆田縣人，明朝政治人物。

## 生平
福建鄉試第三十八名。成化二年（1466年）丙戌科進士。授監察御史，巡視山東河道，又先後出按蘇松常鎮四郡和廣東，因病卒於官。

## 家族
曾祖父林彥博。祖父林維秀。父亲林尚節。